# Caernarfon Castle
Caernarfon Castle (Welsh: Castell Caernarfon) is een kasteel dat werd gebouwd in Caernarfon, Gwynedd, Wales door koning Edward I na zijn verovering van Gwynedd in 1283.

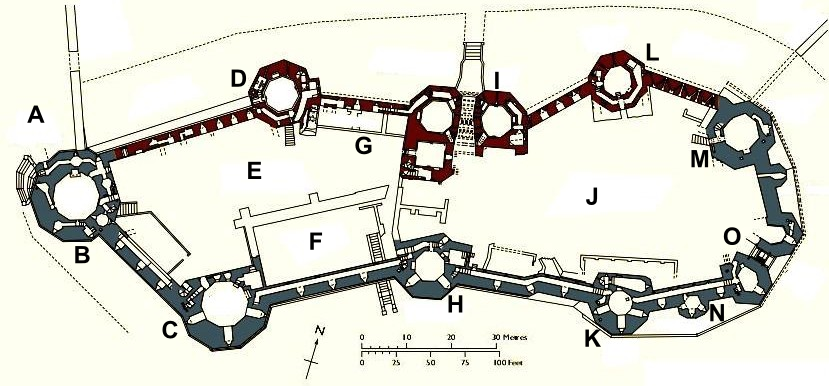
Kaart van het kasteel Caernarfon: A – Waterpoort; B – Adelaarstoren; C – Koninginnetoren; D – Brontoren; E – Lagere Binnenplaats; F – Grote Hal; G – Keukens; H – Kamerheer Toren; I – Koningspoort; J – Hogere Binnenplaats; K – Zwarte Toren; L – Graantoren; M – Noord-Oost Toren; N – Watertoren; O – Koninginnepoort. Blauw toont het gedeelte gebouwd tussen 1283–92, rood is gebouwd tussen 1295–1323

Sinds 1911 vindt in Caernarfon Castle de investituur plaats van een nieuwe Prins van Wales. Daarvoor gebeurde dat in Londen in het Paleis van Westminster. De latere Edward VIII was de eerste die voor deze plechtigheid naar Wales kwam. Ook Charles III werd in 1969 in Caernarfon Castle geïnstalleerd.
Caernarfon Castle staat op de Werelderfgoedlijst als onderdeel van de inschrijving Kastelen en stadsmuren van King Edward in Gwynedd waartoe ook de kastelen Beaumaris Castle, Conwy Castle en Harlech Castle behoren.

## Geboren
- Eduard II van Engeland (1284-1327), koning van Engeland (1307-1327)

## Galerij

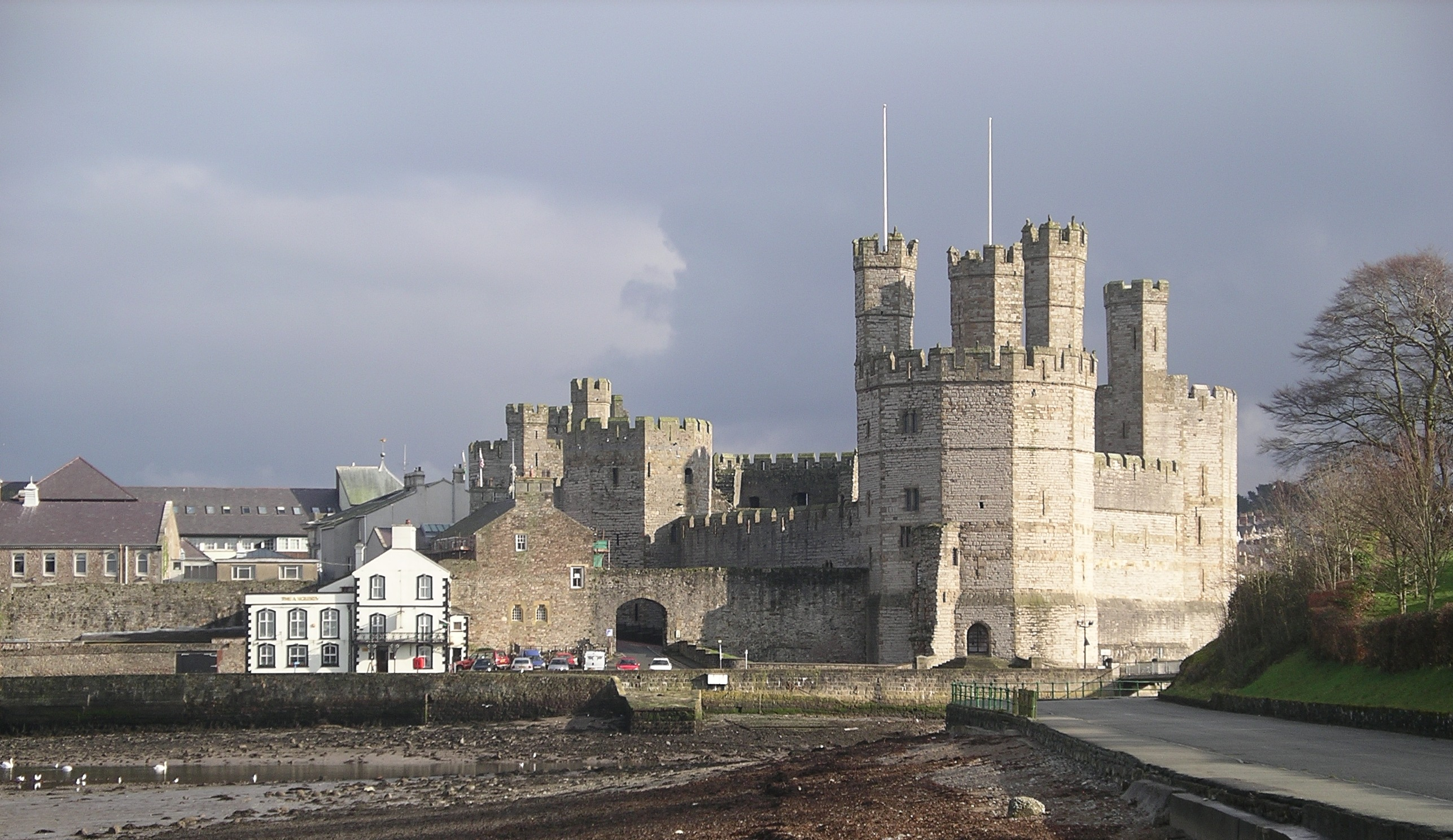
Caernarfon Castle vanuit het westen
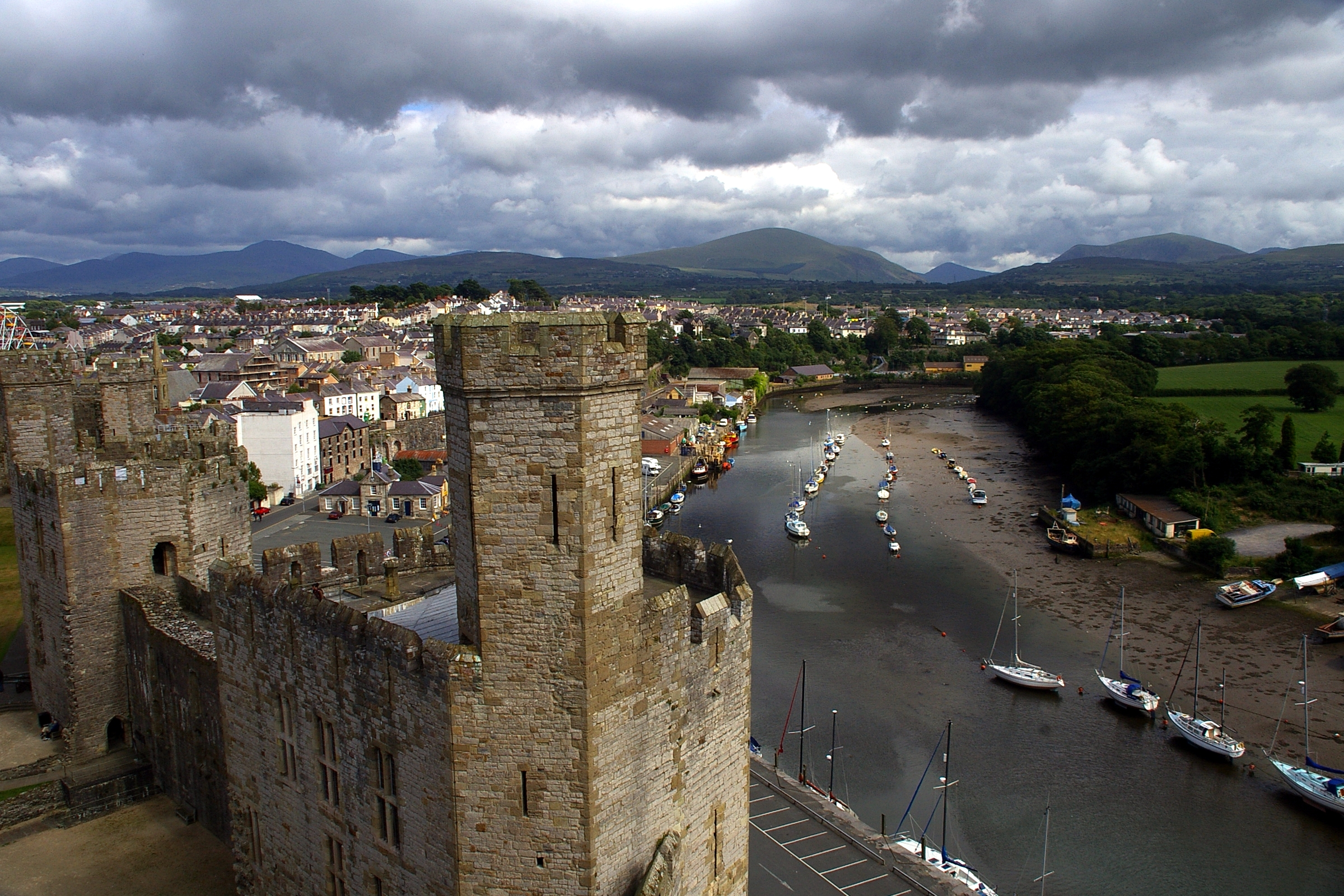
Uitzicht over de haven
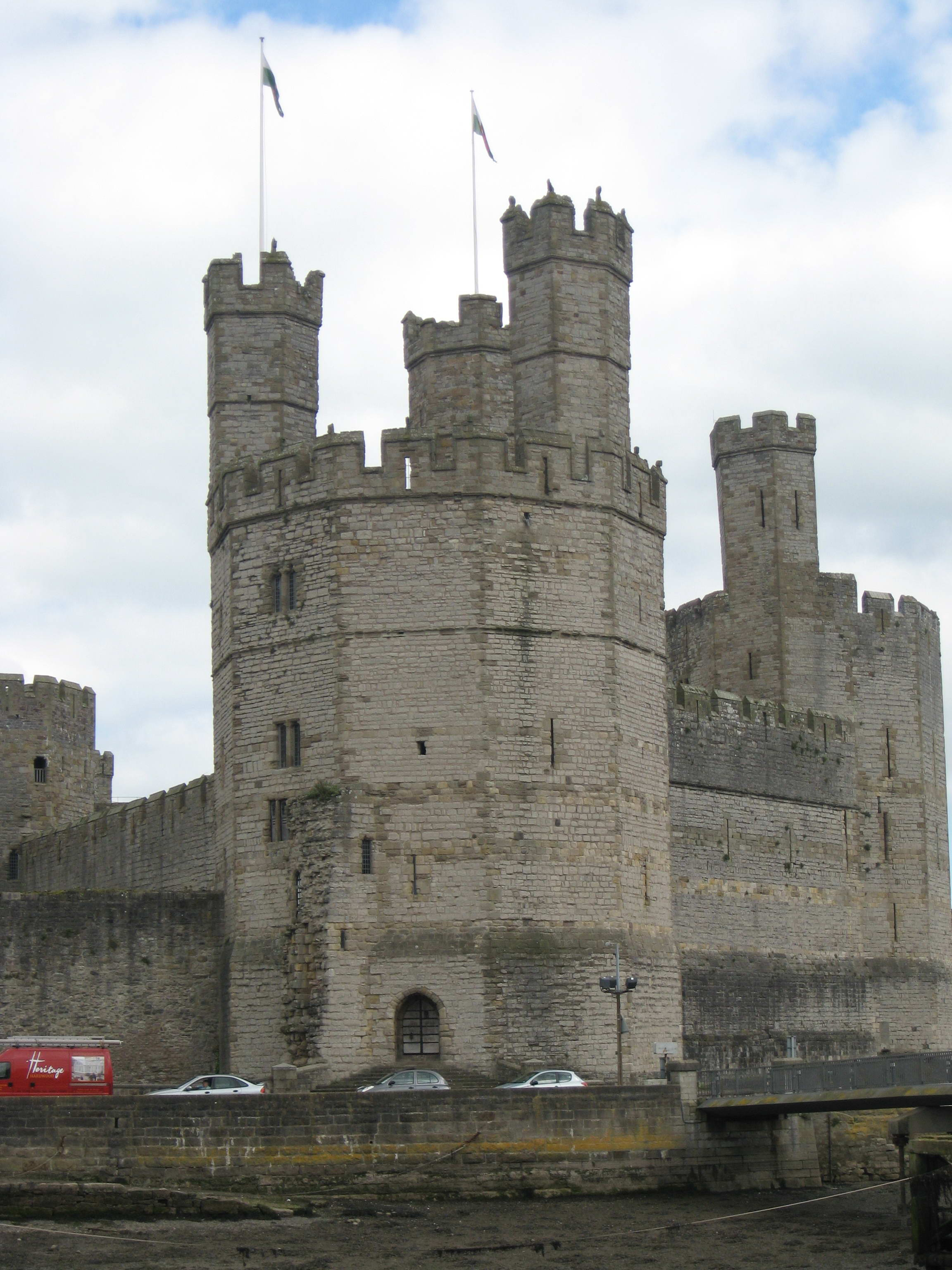
The Eagle Tower